# 陳立 (宣德進士)
陳立（1390年—？），字務本，山東濟南府泰安州人，明朝政治人物。進士出身。

## 生平
山東鄉試第十二名。宣德五年（1430年）丁丑科會試第八十五名，殿試登進士第三甲第四十二名。

## 家族
曾祖父陳直興。祖父陳大亨。父亲陳忠。